# Peronospora
Peronospora és un gènere d'oomicets patògens de les plantes. Com tots els de la seva classe, oomicets, no són fongs vertaders (Eumycota), ja que pertanyen al regne chromalveolata.
Hi ha unes 75 espècies en aquest gènere, la majoria específiques de gèneres o famílies de plantes herbàcies dicotiledònies. Una de les espècies més conegudes de és Peronospora (Peronospora parasitica, sobre Brassicaceae) actualment s'ha vist que és una espècie del complex del gènere Hyaloperonospora.

## Llista d'espècies dePeronospora
- Peronospora anemones
- Peronospora antirrhini
- Peronospora arborescens
- Hyaloperonospora brassicae
- Peronospora conglomerata
- Peronospora destructor
- Peronospora dianthi
- Peronospora dianthicola
- Peronospora farinosa
- Peronospora farinosa f.sp. betae
- Peronospora hyoscyami f.sp. tabacina
- Peronospora jaapiana
- Peronospora lamii
- Peronospora manshurica
- Peronospora potentillae
- Peronospora sparsa
- Peronospora trifoliorum
- Peronospora valerianellae
- Peronospora viciae